# Colletes standfussi
Colletes standfussi är en biart som beskrevs av Kuhlmann 2003. Colletes standfussi ingår i släktet sidenbin, och familjen korttungebin. Inga underarter finns listade i Catalogue of Life.